# Abou Tahsine al-Salhi
Abou Tahsine al-Salhi (en arabe : أبو تحسين الصالحي ), nom de guerre de Ali Jabbar al-Salhi, né le 1er juillet 1953 et mort le 29 septembre 2017, était un tireur d'élite vétéran irakien, volontaire dans les Unités de mobilisation populaire irakiennes.
Simple soldat dans l'armée irakienne, al-Salihi participe à la guerre du Kippour, la guerre Iran-Irak, l'invasion du Koweït, la guerre du Golfe et la guerre d'Irak de 2003 avant de prendre part vers mai 2015 à la seconde guerre civile irakienne ou il rejoint le Liwa Ali al-Akbar, une milice des Hachd al-Chaabi. Lors de ce conflit, il revendique la mort de plus de 320 membres de l'Etat islamique, recevant les surnoms de « cheikh des tireurs d'élite » et « Œil de faucon ». Après avoir notamment pris part en 2015 à la sanglante bataille de Baïji, il est tué au combat en 2017, lors de la bataille d'Hawija.

## Biographie

### Jeunesse
Abou Tahsin al-Salihi est né Ali Jiyad Obaid al-Salihi (en arabe : علي جياد عبيد الصالحي) en 1953. Dans les années 1970, il part au Koweït ou il occupe divers emplois notamment comme berger de vaches et de chameaux. A cette époque, il possède un fusil français pour se protéger et chasser et acquiert ainsi des connaissances en chasse et en tir. Il était musulman chiite.

### Carrière militaire
Quelques mois avant la guerre du Kippour dans les années 1970, il se rend en Biélorussie pour y suivre un entraînement. Quand la guerre éclate en 1973 al-Silihi est stationné sur les hauteurs du Golan dans la 5ème brigade de montagne.
Il combat ensuite durant la deuxième guerre kurde-irakienne en 1974 et 1975.
Il participe à la guerre Iran-Irak (1980-1988), à l'invasion du Koweït (1990), à la guerre du Golfe (1990-1991) ainsi qu'à l'invasion américaine de l'Irak en 2003,.
Vers mai 2015, al-Salihi rejoint le Liwa Ali al-Akbar, une milice des Hachd al-Chaabi, une coalition paramilitaire à majorité chiite luttant contre l'État islamique. Formé par l'armée russe, Al-Salihi commence à combattre l'État islamique à Jurf Al Nasr. Il est ensuite stationné dans les montagnes de Makhoul, près de la ville de Baïji,. En 2015, il participe à la bataille de Baïji.
Surnommé par ses compagnons d'armes le « cheikh des snipers », « œil de faucon », ou encore « chasseur de Daech », il utilise pendant tout le conflit un fusil autrichien Steyr. Dans une vidéo diffusée peu de temps avant sa mort par sa milice, il revendique la mort de 320 combattants de l'Etat islamique, dont 173 lors de la bataille de Baïji.
Il participe aux combats jusqu'au 29 septembre 2017, date à laquelle il est tué lors de la bataille d'Hawija, en Irak,. Son corps est enterré le lendemain à Bassorah.

### Vie privée
Al-SilihiIl est un musulman chiite et est le père de onze enfants, cinq filles et six garçons.